# Francisco de P. Moral Leon
Francisco de P. Moral León (Cabra, Córdoba, 1879 - ?) fou director i compositor.
Va realitzar els seus primers estudis de piano i harmonia amb els professors José López, Pascual i Pina, i els de violí amb José López i Cordón. Posteriorment va estudiar en el que aleshores era el Conservatorio Oficial de Música de Córdoba. Fou director de la Banda Municipal de Cabra des de 1908; fundador i director del Centre Filarmónic Egabrense, de 1906 a 1940, i organista de la parroquia de 1912 a 1940.
Va aconseguir premis honorífics al front de les bandes dirigides per ell. Va compondre alguns pasdobles, havaneres, marxes processionals i obres religioses.